# Odd Iversen
Odd Helge „Ivers“ Iversen (* 6. November 1945 in Trondheim; † 29. Dezember 2014 in Trondheim) war ein norwegischer Fußballspieler.

## Sportlicher Werdegang
Iversen begann seine Karriere bei Rosenborg Trondheim, wo er zwischen 1964 und 1969 in der Wettkampfmannschaft auflief und als Stürmer reüssierte. In der Spielzeit 1967 führte er den Aufsteiger als Torschützenkönig mit 17 Saisontoren zum Meistertitel, in den beiden folgenden Spielzeiten verteidigte er mit 30 bzw. 26 Saisontreffern den Titel. Dabei gelang in der Spielzeit 1969 der erneute Meisterschaftsgewinn.
Damit hatte er im Ausland auf sich aufmerksam gemacht und wechselte zum belgischen Klub KRC Mechelen, der in die 2. Division aufgestiegen war. Auch durch seine Tore stand die Mannschaft in der Spielzeit 1970/71 im Aufstiegsrennen zur 1. Division; das Team verpasste jedoch mit drei Punkten Rückstand auf Cercle Brügge und Lokalrivale KV Mechelen als Tabellendritter die Erstligarückkehr knapp. Nach einem weiteren Jahr in Belgien kehrte er Anfang 1973 zu Rosenborg zurück, wo er drei Jahre spielte. Anschließend schloss er sich dem Absteiger Vålerenga Oslo an, mit dem er in der Zweitliga-Spielzeit 1976 als Staffelsieger den direkten Wiederaufstieg schaffte. In der Spielzeit 1979 wurde er mit 16 Saisontoren ein viertes Mal Torschützenkönig in Norwegen. Von 1980 bis 1982 spielte er erneut für Rosenborg, ehe er seine aktive Laufbahn nach 158 Erstligatoren beendete. Erst 2003 wurde dieser Rekord von Petter Belsvik übertroffen, der auf 159 Tore in seiner Laufbahn kam.
Zwischen 1967 und 1979 absolvierte Iversen 45 Länderspiele für die norwegische Nationalmannschaft, dabei erzielte er 19 Tore. Bei der nordischen Meisterschaft 1968–71 wurde er mit sechs Treffern vor dem Finnen Arto Tolsa Torschützenkönig.
Später kehrte der zwischenzeitlich arbeitslose Iversen auf Betreiben seines ehemaligen Mitspielers Nils Arne Eggen, der mittlerweile als Trainer des Klubs tätig war, als Klubangestellter zu Rosenborg zurück.
Iversens Sohn Steffen war als Stürmer ebenfalls im internationalen Fußball aktiv und avancierte auch zum Nationalspieler.